# جرج برهاس
جرج هسوس بُرهاس (انگلیسی: George J. Borjas؛ زادهٔ ۱۵ اکتبر ۱۹۵۰) اقتصاددانآمریکایی و استاد کرسی اسکریونر اقتصاد و سیاست اجتماعی در مدرسه حکومت جان اف. کندی است. او بیش از همه به خاطر حمایت از کاستن از میزان مهاجرت به ایالات متحده آمریکا مشهور است.